# Nicky Low
Pour les articles homonymes, voir Low.
Nicky Low, né le 6 janvier 1992 à Greenock, est un footballeur écossais évoluant au poste de milieu de terrain.
Low a joué auparavant pour Dundee, Aberdeen, Forfar Athletic, Alloa Athletic, Derry City, Queen of the South, Arbroath et a été prêté à Kelty Hearts.

## Carrière en club

### Aberdeen
Le 27 janvier 2010, Low fait ses débuts pour les Dons contre Heart of Midlothian, en entrant en cours de jeu. Aberdeen remporte le match 3-0.
Le 30 août 2011, Low est prêté à Forfar Athletic jusqu'au 1er janvier 2012. Après avoir impressionné en prêt, Low retourne chez les Loons jusqu'à la fin de la saison 2011-2012. Pendant son séjour à Station Park, Low est élu joueur de l'année par les supporters et jeune joueur des de l'année. Le 18 octobre 2012, Low signe pour Alloa Athletic, initialement en prêt pour un mois. La période de prêt de Low est ensuite prolongée jusqu'au 1er janvier 2014 avant de retourner à Pittrodrie.
Le 29 décembre 2013, Low marque son premier but pour les Dons lors d'une victoire 1-0 contre Ross County. Le 16 mars, lors de la finale de la Coupe de la Ligue écossaise 2014 contre Inverness Caledonian Thistle, Low entre à la 70e minute, marquant un penalty lors de la séance de tirs au but victorieuse,. Le 15 mai 2014, Low signe un nouveau contrat d'un an avec les Dons.

### Dundee
Le 20 avril 2015, Low signe un pré-contrat pour Dundee sur un contrat de trois ans à compter du début de la saison 2015-2016,.

### Derry City
En janvier 2017, Low est prêté au club nord-irlandais de Derry City. En juin 2017, la période de prêt de Low est prolongée jusqu'au 7 novembre 2017, avant de retourner à Dens Park. Le 31 janvier 2018, Low revient aux Candystripes après avoir remporté le prix du joueur de l'année,. En mai 2018, Low est libéré par Dundee puis signe pour les Candystripes de manière permanente.
Low dispute 56 matchs avec City, marquant trois buts.

### Queen of the South
Le 27 décembre 2018, Low accepte de signer pour le club de la ville de Dumfries, Queen of the South, lors du mercato hivernal ouvert le 1er janvier 2019, son contrat devant durer jusqu'à la fin de la saison 2018-2019.

### East Stirlingshire
Le 14 mai 2019, Low signe un pré-contrat avec East Stirlingshire en Lowland League pour la saison 2019-2020. Low connaît une première saison réussie au club, marquant 14 buts et délivrant 13 passes décisives en championnat, et en marquant un but en Coupe d'Écosse, sur coup franc, lors d'une défaite 3-2 contre Broxburn Athletic. Au cours de la saison écourtée en raison du coronavirus, Low remporte les prix de Players' Player et Fans Player of the Year.
Low est nommé capitaine du club le 11 septembre 2020. La Lowland League étant suspendue, Low est prêté à Arbroath en mars 2021.

### Arbroath
Après l'expiration de son contrat avec East Stirlingshire, Low signe un contrat de deux ans avec l'équipe de Scottish Championship Arbroath en mai 2021. Low connaît une saison 2021-2022 réussie qui a vu les Lichties être à la lutte pour le titre, événement suivi à l'international.

#### Prêt à Kelty Hearts
Le 9 septembre 2022, Low rejoint l'équipe de Scottish League One de Kelty Hearts en prêt jusqu'en janvier. Malgré la prolongation de son prêt jusqu'à la fin de la saison, Low quitte Kelty et Arbroath en février 2023.

### Clydebank
En février 2023, Low rejoint le club de Clydebank en West of Scotland Football League jusqu'à la fin de la saison.

## Statistiques de carrière
Au 4 août 2020
| Club                   | Saison  | Championnat                        | Championnat | Championnat | Coupe national | Coupe national | Coupe de la Ligue | Coupe de la Ligue | Autre | Autre | Total | Total |
| Club                   | Saison  | Division                           | Apps        | Buts        | Apps           | Buts           | Apps              | Buts              | Apps  | Buts  | Apps  | Buts  |
| ---------------------- | ------- | ---------------------------------- | ----------- | ----------- | -------------- | -------------- | ----------------- | ----------------- | ----- | ----- | ----- | ----- |
| Aberdeen               | 2009–10 | Scottish Premier League            | 1           | 0           | 0              | 0              | 0                 | 0                 | 0     | 0     | 1     | 0     |
| Aberdeen               | 2010–11 | Scottish Premier League            | 1           | 0           | 0              | 0              | 0                 | 0                 | —     | —     | 1     | 0     |
| Aberdeen               | 2011–12 | Scottish Premier League            | 2           | 0           | 0              | 0              | 0                 | 0                 | —     | —     | 2     | 0     |
| Aberdeen               | 2012–13 | Scottish Premier League            | 5           | 0           | 0              | 0              | 0                 | 0                 | —     | —     | 5     | 0     |
| Aberdeen               | 2013–14 | Premiership                        | 12          | 1           | 1              | 0              | 4                 | 0                 | —     | —     | 17    | 1     |
| Aberdeen               | 2014–15 | Premiership                        | 7           | 1           | 0              | 0              | 1                 | 0                 | 5     | 0     | 13    | 1     |
| Aberdeen               | Total   | Total                              | 28          | 2           | 1              | 0              | 5                 | 0                 | 5     | 0     | 39    | 2     |
| Forfar Athletic (prêt) | 2011–12 | Scottish Second Division           | 29          | 6           | 2              | 0              | 0                 | 0                 | 0     | 0     | 31    | 6     |
| Alloa Athletic (prêt)  | 2012–13 | Scottish Second Division           | 10          | 0           | 1              | 0              | 0                 | 0                 | 0     | 0     | 11    | 0     |
| Dundee                 | 2015–16 | Scottish Premiership               | 21          | 0           | 2              | 0              | 0                 | 0                 | —     | —     | 23    | 0     |
| Dundee                 | 2016–17 | Scottish Premiership               | 2           | 1           | 0              | 0              | 0                 | 0                 | —     | —     | 2     | 1     |
| Dundee                 | Total   | Total                              | 23          | 1           | 2              | 0              | 0                 | 0                 | 0     | 0     | 25    | 1     |
| Derry City             | 2017-18 | League of Ireland Premier Division | 50          | 3           | 1              | 0              | 3                 | 0                 | 2     | 0     | 56    | 3     |
| Queen of the South     | 2018-19 | Scottish Championship              | 7           | 0           | 3              | 0              | 0                 | 0                 | 0     | 0     | 10    | 0     |
| East Stirlingshire     | 2019-20 | Lowland League                     | 25          | 14          | 1              | 1              | 0                 | 0                 | 0     | 0     | 26    | 15    |
| East Stirlingshire     | 2020-21 | Lowland League                     | 5           | 2           | 0              | 0              | 0                 | 0                 | 0     | 0     | 5     | 2     |
| Total                  | Total   | Total                              | 147         | 12          | 10             | 0              | 8                 | 0                 | 7     | 0     | 172   | 12    |

1. ↑  Apparitions en Europa League

## Palmarès
Aberdeen
- Vainqueur de la Coupe de la Ligue écossaise (1) : 2013–2014[6]

Derry City
- Vainqueur de la Coupe de la Ligue d'Irlande (1) : 2018